# 中山邸跡
中山邸跡（なかやまていあと）は、京都府京都市上京区にある中山家の邸宅跡及び史跡。中山邸は、幕末期の公家権大納言中山忠能の邸宅であり、明治天皇の父帝孝明天皇の側室で明治天皇の生母である中山慶子の実家である。
京都御苑の北部にある長さ30m・幅60m弱の長方形型の約1700㎡の敷地で、現在母屋はなくなっており、「祐井」と石碑及び約70㎡の木造平屋建の明治天皇ゆかりの「産屋」が遺る。

## 概要
平安時代の公卿中山忠親を祖とする中山家（公家としての家格は羽林家）の邸宅跡である。現在の邸宅跡は、全体的に石の基礎の上に145mの黒い柵で囲まれていて中には立ち入りが禁止されているが、京都御苑の案内板があり中の様子を柵の隙間から全体的に邸宅跡の様子を容易に伺う事が出来る。
敷地跡内部には、孝明天皇の典侍である中山慶子の懐妊により、父の中山忠能が朝廷より150両（現在の資産価値では1950万円程）を拝借し産屋が建築され、数多の安産のための由緒ある神札が飾られた。1852年に中山慶子が祐宮皇子（のちの明治天皇）をその産殿にて出産した。
その後中山慶子は宮中に戻ったため、乳母が雇われ、皇子は外祖父母の中山忠能が両親代わりとなり、4歳まで中山邸及び現存する産屋（ 21坪.70㎡・六畳一間及び十畳二間 ）等にて日々を過ごした。
祐宮皇子が2歳の頃干魃が起こり、中山忠能が邸内で井戸を掘り当て、湧き上がった清水の井戸（深さ:11.5m）を父帝の孝明天皇が「祐井」（さちのい）と命名した。
また敷地内には、1880年（明治13年）に敷地の正門として、西本願寺の第21世大谷光尊住職から寄贈されたと記される石柱がある。